# 拉赫玛尼诺夫别墅
拉赫玛尼诺夫别墅（Villa Rachmaninow）或塞纳别墅（Villa Senar）是俄国作曲家谢尔盖·拉赫玛尼诺夫在瑞士 的别墅。1932年，他在卢塞恩湖岸边的赫滕斯坦附近购买了一块土地。塞纳别墅的名字来源于拉赫玛尼诺夫和他的妻子的名字：谢尔盖和娜塔莉亚，将他们名字的前两个字母和他们姓氏的第一个字母组合在一起。
别墅的设计目的是让拉赫玛尼诺夫想起家族在十月革命之前在俄罗斯南部坦波夫州的伊万诺夫卡庄园，以及他们在1918年移民到西欧的经历。塞纳尔别墅建有公园和宏伟的玫瑰园。拉赫玛尼诺夫一家每年夏天都在塞纳尔度过，直到1939年第二次世界大战爆发，移民到美国。1939年8月16日，拉赫玛尼诺夫最后一次离开塞纳别墅，前往巴黎，准备搬到纽约。
拉赫玛尼诺夫的两部主要作品是在塞纳创作的：《帕格尼尼主題狂想曲》（1934年完成）和《第三交响曲》（1936年完成）。别墅招待过著名的俄罗斯移民，包括伊万·蒲宁和弗拉基米爾·霍羅威茨。